# ウィリアム・シャラート
ウィリアム・シャラート（William Schallert,  1922年7月6日 - 2016年5月8日）は、アメリカ合衆国の俳優である。

## 来歴
1922年、カリフォルニア州ロサンゼルスに生まれる。父親のエドウィン・フランシス・シャラートは、ロサンゼルス・タイムズの演劇批評家として知られ、母親のエルザ・エミリー・シャラートは、ラジオ局のホストおよび雑誌ライターだった。南カリフォルニア大学に在学していた頃から学生演劇をはじめ、1946年には、チャールズ・チャップリンの息子で俳優として知られるシドニー・チャップリン率いるサークル・シアターに参加し、舞台で経験を積んだ。
1940年代後半あたりから、映画へ出演し始め、プロとしてのキャリアをスタート。テレビドラマへも出演し始め、徐々に頭角を現していき、一般にも俳優としての名前が浸透するようになった。また、アメリカ国内で放映されたいくつかのテレビコマーシャルのナレーションなども務めており、様々なジャンルで活躍している。テレビではパティ・デュークが主演を務めたコメディ・ドラマ『パティ・デューク・ショー』へのレギュラーキャストとして知られており、同ドラマにはマーティン・レイン役で出演している。その他にも、テレビドラマ『トワイライトゾーン』を映画化した『トワイライトゾーン/超次元の体験』のキャスリーン・クインラン主演の第3話「こどもの世界」の一家の主役や、シドニー・ポワチエがアカデミー賞を受賞した『夜の大捜査線』の市長役などでも知られている。1979年からは、映画俳優組合も務め、1981年まで同役を務めた。

### 私生活
1949年に女優のリー・ワグナーと結婚し、二人の間には4人の子供がいる。

## 出演作品

### 映画
- The Foxes of Harrow (1947)
- Doctor Jim (1947)
- 猿人ジョー・ヤング Mighty Joe Young (1949)
- 無謀な瞬間 The Reckless Moment (1949)
- M M (1951)
- 遊星Xから来た男 The Man from Planet X (1951)
- 暗闇に響く銃声 The People Against O'Hara (1951)
- シマロンの女拳銃 Rose of Cimarron (1952)
- 雨に唄えば Singin' in the Rain (1952)
- 暴力帝国 Hoodlum Empire (1952)
- ポーラ Paula (1952)
- Captive Women (1952)
- 第七機動部隊 Flat Top (1952)
- 原爆下のアメリカ Invasion U.S.A. (1952)
- ジャズ・シンガー The Jazz Singer (1952)
- ビーナスの剣 Sword of Venus (1952)
- 第十一号監房の暴動 Riot in Cell Block 11 (1954)
- キャプテン・キッドと奴隷娘 Captain Kidd and the Slave Girl (1954)
- 紅の翼 The High and the Mighty (1954)
- ゴッグ Gog (1954)
- 放射能X Them! (1954)
- 七人の脱走兵 The Raid (1954)
- 事件の死角 Shield for Murder (1954)
- 偉大なるトボー Tobor the Great (1954)
- 死刑五分前 Black Tuesday (1954)
- USタイガー攻撃隊 An Annapolis Story (1955)
- ローン・レンジャー The Lone Ranger (1956)
- 早射ち女拳銃 Gunslinger (1956)
- 友情ある説得 Friendly Persuasion (1956)
- 風と共に散る Written on the Wind (1956)
- 縮みゆく人間 The Incredible Shrinking Man (1957)
- 南部の反逆者 Band of Angels (1957)
- 翼に賭ける命 The Tarnished Angels (1957)
- モノリスの怪物 宇宙からの脅威 The Monolith Monsters (1957)
- 針なき時計 Cry Terror! (1958)
- 雷撃命令 Torpedo Run (1958)
- 走り来る人々 Some Came Running (1958)
- 無法の拳銃 Day of the Outlaw (1959)
- 悪いやつ The Beat Generation (1959)
- ゆきすぎた遊び Blue Denim (1959)
- 夜を楽しく Pillow Talk (1959)
- 山本元帥対ハルゼイ堤督 太平洋紅に染まる時 The Gallant Hours (1960)
- 脱獄 Lonely Are the Brave (1962)
- ハワイアン·パラダイス Paradise Alley (1962)
- 夜の大捜査線 In the Heat of the Night (1967)
- 墓石と決闘 Hour of the Gun (1967)
- ウィル・ペニー Will Penny (1968)
- スピードウェイ Speedway (1968)
- テニス靴をはいたコンピューター The Computer Wore Tennis Shoes (1969)
- 地球爆破作戦 Colossus: The Forbin Project (1970)
- 大脱出 Escape (1971) ※テレビ映画
- The Trial of the Catonsville Nine (1972)
- トラック・ジャック Hijack! (1973)
- 突破口! Charley Varrick (1973)
- 午後10時の殺意/私は殺される! Death Sentence (1974) ※テレビ映画
- 世界最強の男 The Strongest Man in the World (1975)
- ドムドム・ビジョン Tunnel Vision (1976)
- 大都会の青春 Dawn: Portrait of a Teenage Runaway (1976) ※テレビ映画
- 天国から落ちた男 The Jerk (1979)
- HANGER 18/ハンガー18 Hangar 18 (1980)
- トワイライトゾーン/超次元の体験 Twilight Zone: The Movie (1983)
- 裏窓の眼・のぞき魔連続殺人事件 Through Naked Eyes (1983) ※テレビ映画
- グレース・ケリー物語 Grace Kelly (1983) ※テレビ映画
- アマゾンズ Amazons (1984)
- グレムリン Gremlin (1984) ※ノークレジット
- りんご白書 Teachers (1984)
- アンダー・ブルー Under the Influence (1986) ※テレビ映画
- インナースペース Innerspace (1987)
- ドビーの青春スペシャル Bring Me the Head of Dobie Gillis (1988) ※テレビ映画
- ブレーメンの出来事 The Incident (1990) ※テレビ映画
- ハウス・パーティ/パジャマでシェイクヒップ! House Party 2 (1991)
- ベートーベン2 Beethoven's 2nd (1993)
- マチネー/土曜の午後はキッスで始まる Matinee (1993)
- ハーヴィ/裸のウサギを持つ男 Harvey (1996)
- セカンドインパクト The Second Civil War (1997)
- 新パティ・デューク・ショウ The Patty Duke Show: Still Rockin' in Brooklyn Heights (1999) ※テレビ映画
- Sweetzer (2007)
- リカウント Recount (2008)

### アニメ映画
- Sparky's Magic Piano (1987)
- Joseph and His Brothers (1990)
- グリーン・ランタン: ファースト・フライト Green Lantern: First Flight (2008)

### テレビドラマ
- ファミリー・シアター Family Theatre (1951)
- スペース・パトロール Space Patrol (1951, 1952)
- リバウンド Rebound (1952)
- クライマックス! Climax! (1954, 1957)
- デス・バレー・デイズ Death Valley Days (1955 - 1962)
- 宇宙戦士コディ Commando Cody: Sky Marshal of the Universe (1955)
- サイエンス・フィクション・シアター Science Fiction Theatre (1955)
- スタジオ57 Studio 57 (1955)
- まったくこの世はすばらしい It's a Great Life (1955, 1956)
- シュリッツ・プレイハウス Schlitz Playhouse of Stars (1956)
- プレイハウス90 Playhouse 90 (1956)
- ソニー号空飛ぶ冒険 Whirlybirds (1957)
- 怪傑ゾロ Zorro (1957)
- ビーバーちゃん Leave It to Beaver (1957)
- ペリー・メイスン Perry Mason (1957, 1961, 1962)
- おお! スザンナ The Gale Storm Show: Oh! Susanna (1958)
- The Adventures of Jim Bowie (1957 - 1958)
- 西部のパラディン Have Gun - Will Travel (1957, 1958, 1962, 1963)
- ガンスモーク Gunsmoke (1957 - 1973)
- 追跡者 U.S. Marshal (1958)
- テキサン The Texan (1958)
- 拳銃無宿 Wanted: Dead or Alive (1958, 1959)
- ジェット・ファイター Steve Canyon (1958, 1959)
- パパは何でも知っている Father Knows Best (1958)
- マーベリック Maverick (1959)
- ピーター・ガン Peter Gunn (1959)
- 名探偵ダイヤモンド Richard Diamond, Private Detective (1959)
- ディズニーランド Disneyland (1959)
- 私立探偵フィリップ・マーロウ Philip Marlowe (1959 - 1960)
- 世にも不思議な物語 Alcoa Presents: One Step Beyond (1959, 1960)
- ジョニー・リンゴ Johnny Ringo (1959, 1960)
- ライフルマン The Rifleman (1959, 1961)
- ローハイド Rawhide (1959, 1961, 1963)
- ドビーの青春 The Many Loves of Dobie Gillis (1959 - 1962)
- 夜のジョニー Johnny Midnight (1960)
- 宇宙探検 Men Into Space (1960)
- ジューン・アリスンと共に The DuPont Show with June Allyson (1960)
- 幌馬車隊 Wagon Train (1960)
- サンセット77 77 Sunset Strip (1960, 1962)
- ミステリーゾーン Twilight Zone (1960)
- スケルトンの大笑劇場 The Red Skelton Show (1960)
- 私立探偵マイケル・シェーン Michael Shayne (1960)
- 駅馬車西へ! Stagecoach West (1960)
- バット・マスターソン Bat Masterson (1960)
- アンタッチャブル The Untouchables (1961)
- ジェネラル・エレクトリック・シアター General Electric Theater (1961)
- チェックメイト Checkmate (1961)
- 87分署シリーズ 87th Precinct (1961)
- サーフサイド6 Surfside 6 (1961)
- フォロー・ザ・サン Follow the Sun (1961)
- ヒッチコック劇場 Alfred Hitchcock Presents (1962)
- ボナンザ Bonanza (1962)
- ドクター・キルデア Dr. Kildare (1962)
- 拳銃街道 Tales of Wells Fargo (1962)
- 名犬ラッシー Lassie (1962)
- ニュー・ブリード The New Breed (1962)
- 西部のチャンピオン Stoney Burke (1962)
- とつげき!マッキーバー McKeever & the Colonel (1962, 1963)
- ヘイゼル Hazel (1963)
- アルコア・プレミア Alcoa Premiere (1963)
- ザ・ルーシー・ショー The Lucy Show (1963)
- パティ・デューク・ショウ The Patty Duke Show (1963 - 1966)
- コンバット! Combat! (1966)
- バージニアン The Virginian (1966)
- それ行けスマート Get Smart (1967, 1968, 1970)
- 拳銃とペチコート Pistols 'n' Petticoats (1967)
- 鬼警部アイアンサイド Ironside (1967, 1973)
- ラット・パトロール The Rat Patrol (1967)
- スパイ大作戦 Mission: Impossible (1967)
- 弁護士ジャッド Judd for the Defense (1967)
- 0088/ワイルド・ウエスト The Wild Wild West (1967, 1968. 1969)
- スタートレック Star Trek (1967)
- ガンマン無情 The Guns of Will Sonnett (1968)
- 略奪された100人の花嫁 Here Come the Brides (1968, 1969)
- モッズ特捜隊 The Mod Squad (1969)
- 奥さまは魔女 Bewitched (1969)
- 黒人教師ディックス Room 222 (1969)
- ハワイ5-0 Hawaii Five-O (1969, 1970)
- FBIアメリカ連邦警察 The F.B.I. (1969, 1972)
- 巨人の惑星 Land of the Giants (1969)
- ドクター・ウェルビー Marcus Welby, M.D. (1970)
- 華麗なる世界 Bracken's World (1970)
- パートリッジ・ファミリー The Partridge Family (1971)
- デルファイ・ビューロー The Delphi Bureau (1972)
- バナチェック登場 Banacek (1973)
- 燃えよ! カンフー Kung Fu (1973)
- 恋愛専科/アメリカ式愛のテクニック Love, American Style (1973)
- 600万ドルの男 The Six Million Dollar Man (1974)
- 名探偵ジョーンズ Barnaby Jones (1974)
- マンハンター The Manhunter (1974)
- 警察物語 Police Story (1974)
- エラリー・クイーン Ellery Queen (1976)
- 大草原の小さな家 Little House on the Prairie (1976, 1979)
- 地上最強の美女バイオニック・ジェミー The Bionic Woman (1976)
- ハーディ・ボーイズ ナンシー・ドルー The Hardy Boys/Nancy Drew Mysteries (1977, 1978)
- 若草物語 Little Women (1978)
- Legends of the Superheroes (1979)
- 事件記者ルー・グラント Lou Grant (1979, 1982)
- 白バイ野郎ジョン&パンチ CHiPs (1979)
- わが家は11人 The Waltons (1980, 1981)
- 私立探偵マグナム Magnum, P.I. (1983)
- スケアクロウとキング夫人 Scarecrow and Mrs. King (1986)
- 南北戦争物語 愛と自由への大地 North and South, Book II (1986)
- サイモン&サイモン Simon & Simon (1987)
- ハイウェイ・トウ・ヘブン Highway to Heaven (1987)
- マトロック Matlock (1987)
- 戦争と追憶 War and Remembrance (1988, 1989)
- ミッドナイト・コーラー Midnight Caller (1989)
- タイムマシーンにお願い Quantum Leap (1989)
- TVキャスター マーフィー・ブラウン Murphy Brown (1990)
- 夜の大捜査線 In the Heat of the Night (1990)
- サンタ・バーバラ Santa Barbara (1990)
- The Torkelsons (1991 - 1992)
- 恐竜家族 Dinosaurs (1992)
- スタートレック:ディープ・スペース・ナイン Star Trek: Deep Space Nine (1993)
- メルローズ・プレイス Melrose Place (1994)
- ドリーム・オン Dream On (1994, 1996)
- 新スーパーマン Lois & Clark: The New Adventures of Superman (1994)
- ロサンヌ Roseanne (1995)
- ER緊急救命室 ER (1996)
- パシフィック・ブルー Pacific Blue (1999)
- サン・オブ・ザ・ビーチ Son of the Beach (2001)
- 女検察官アナベス・チェイス Close to Home (2006)
- マイネーム・イズ・アール My Name Is Earl (2006)
- ママと恋に落ちるまで How I Met Your Mother (2007)
- スイート・ライフ The Suite Life of Zack and Cody (2008)
- トゥルーブラッド True Blood (2008, 2011)
- デスパレートな妻たち Desperate Housewives (2009)
- According to Jim (2009)
- ディープ・エンド The Deep End (2010)
- ミディアム 霊能者アリソン・デュボア Medium (2010)
- スティーヴン・キング 骨の袋 Bag of Bones (2011)
- NYボンビー・ガール 2 Broke Girls (2014)

### テレビアニメ
- Timeless Tales from Hallmark (1990)
- フィッシュ・ポリス Fish Police (1990)
- ジュマンジ Jumanji (1998)
- アングリー・ビーバーズ The Angry Beavers (1998)
- The Zeta Project (2002)
- スクービー・ドゥー What's New, Scooby-Doo? (2003, 2005)

### ビデオゲーム
- The Bard's Tale (2002)